# Zofia Nakielska-Cremers
Zofia Nakielska-Cremers (ur. 26 marca 1949 w Nakłach) – polska socjolog, pedagog, tłumaczka i dziennikarka.
W 1973 r. ukończyła studia na Wydziale Pedagogiki i Psychologii Uniwersytetu Warszawskiego. W latach 1973–1979 (i ponownie 1996–1997) pracownik naukowo-badawczy w Instytucie Rozwoju Wsi i Rolnictwa PAN, jednocześnie (1974–1975) dziennikarka „Tygodnika Kulturalnego”. W latach 1980–2008 koreferent i wykładowca nauk o oświacie oraz prawa i etyki na Państwowym Uniwersytecie w Groningen oraz w Prof. Lindeboominstituut na Wolnym Uniwersytecie w Amsterdamie. W latach 1981–1982 pracownik naukowy w Instytucie Socjologii Uniwersytetu w Groningen, gdzie też zatwierdzono jej pracę doktorską (1988). Następnie (1988–1989) badacz naukowy Instytutu Pedagogiki Uniwersytetu w Amsterdamie. W latach 2008–2012 pracownik dydaktyczny Wyższej Szkoły Pedagogicznej przy Zarządzie Głównym ZNP w Warszawie. Nadal pracuje zawodowo jako badacz naukowy, dziennikarka i tłumaczka.
Założycielka Klubu Książki i Prasy „Ruch” w Nakłach oraz inicjatorka budowy Domu Kultury w tej miejscowości. W czasie studiów prowadziła Klub Młodych Twórców ZSP na Uniwersytecie Warszawskim oraz była przewodniczącą Okręgowej Rady Dziewcząt ZMW. Wraz z mężem Willemem założyła szkołę polsko-holenderską w Amsterdamie (przeniesioną później do Polski), a także zainicjowała utworzenie polskojęzycznej parafii katolickiej w Amsterdamie–Regerbos. W 1991 r. założyła Międzykulturowy Instytut Badawczo-Edukacyjny w Holandii i w Polsce (z wydawnictwem książek), którym kierowała do 2002 r.
Autorka kilku książek naukowych (głównie o problematyce oświatowej, zatrudnienia, finansów, nierówności społecznych), a także licznych artykułów naukowych i popularnonaukowych, opublikowanych w czasopismach polskich i zagranicznych. Redagowała również książki i artykuły innych autorów.
Była członkini ZHP, ZMW, ZSP, członkini Niderlandzkiego Towarzystwa Pedagogicznego, Polskiego Towarzystwa Socjologicznego, Towarzystwa Przyjaźni Polski z Innymi Narodami oraz Towarzystwa Wolnej Wszechnicy Polskiej. W latach 2007–2008 członkini i przewodnicząca Oddziału Mazowsze byłych działaczy ZSP Stowarzyszenia „Ordynacka”.

## Wybrane publikacje
- Determinanty wybitnych sukcesów oświatowych (1988)
- Determinanty sukcesów edukacyjnych na przykładzie badań finalistów konkursów polonistycznego i matematycznego (1989)
- Finansowanie i zatrudnienie w oświacie w Niderlandach i w Polsce (1991)
- Organizacja systemów szkolnych w Polsce i w Niderlandach (1991)
- Systemy oświatowe (1991)
- Fatum zawodu rolnika (1996)
- Finansowanie oświaty (1996)
- Przyspieszone, niezależne od wieku, międzykulturowe kształcenie twórcze (1996)
- Los farmera (1997)
- Rolnik w Europie – kret czy wielozawodowiec (1997)
- Zmiany w finansowaniu oświaty w II połowie XX wieku (1997)
- Talent dla wszystkich (1998)
- Zdrowie i uzależnienia według Biblii i badań międzynarodowych (2000)